# Igar, Fejér
Igar  este un sat în districtul Sárbogárd, județul Fejér, Ungaria, având o populație de 1.016 locuitori (2011). 

## Demografie
Componența etnică a satului Igar
     Maghiari (98,81%)
     Alții (1,19%)
Componența confesională a satului Igar
     Romano-catolici (37,5%)
     Reformați (18,8%)
     Fără religie (13,58%)
     Necunoscută (29,53%)
     Alte religii (0,59%)
Conform recensământului din 2011, satul Igar avea 1.016 locuitori. Din punct de vedere etnic, majoritatea locuitorilor (98,81%) erau maghiari. Nu există o religie majoritară, locuitorii fiind romano-catolici (37,5%), reformați (18,8%) și persoane fără religie (13,58%). Pentru 29,53% din locuitori nu este cunoscută apartenența confesională.